# Georgios Anninos
Georgios Anninos (em grego:  Γεώργιος Άννινος) foi um nadador grego. Ele participou dos Jogos Olímpicos de Verão de 1896, em Atenas.
Anninos competiu na prova dos 100 metros livre, porém seu tempo e posição são desconhecidos.

## Referência geral
- Perfil no Sports-Reference.com